# Riserva forestale del monte Pine Ridge
La riserva forestale del monte Pine Ridge è una delle 17 riserve forestali del Belize e si sviluppa nel distretto di Cayo, nella parte centro meridionale del Paese. Fu creata nel 1944 per proteggere e controllare la foresta autoctona di pini. I suoi confini non sono definiti in modo netto, approssimativamente si può dire che copra un'area di 430 km², tuttavia la maggior parte della riserva è stata data in gestione.

## Geografia
Nella riserva predomina la foresta di pini (58,5% della superficie): la specie prevalente è il pino caraibico, varietà dell'Honduras. Vi è anche un'estesa foresta di latifoglie (36,8%), oltre a piccole aree erbose (3,4%) e paludi (0,6%). Il restante 10,9% dell'area è coperto da strade, fiumi e altre attrattive naturali. Il clima è subtropicale, con una stagione delle piogge da luglio a febbraio e una stagione secca da febbraio a maggio, durante la quale le temperature possono raggiungere i 39 °C e un tasso di umidità pari al 70%.
La maggior parte della riserva si trova su un massiccio granitico, con alcune aree calcaree nella parte occidentale, residui di un altopiano calcareo risalente al Giurassico. In questa zona, come in tutte le zone calcaree, è facile trovare grotte e doline. Il suolo sottostante è prevalentemente sabbioso. L'altezza media della riserva è tra i 400 e i 700 m. Baldy Beacon è il punto più alto (1 017 m), il letto del fiume Macal quello più basso (120 m).
Il fiume Macal segna il confine occidentale e meridionale della riserva, dove viene alimentato dai suoi affluenti: il Rio Frio, il Rio On, il Privassion Creek e il Piviol Creek. A nord-est alcuni ruscelli più piccoli confluiscono nel Barton Creek.

## Storia
Si sa poco della storia più remota della zona. Già dal 1200 a.C. esisteva la città maya di Caracol sui confini dell'attuale riserva naturale, e dai manufatti maya scoperti nella grotta di Barton Creek si evince che si trattava di un sito rituale. Mountain Pine Ridge non compare nella relazione di Hummell sulle foreste del Belize del 1921, ma si pensa che questi sia stato il primo straniero a visitare la zona nel 1897. Nell'ottobre 1944, per tenere sotto controllo la selvicoltura in crescita nella zona, fu dichiarata riserva naturale un'area di 6 086 km² ma, nonostante le misure antincendio introdotte nel 1945, gran parte della foresta venne distrutta da un incendio nel 1949 e gli alberi della foresta attuale risalgono al periodo antecedente a quella data sono assai pochi. Nel 1952 la riserva fu destinata alla produzione di legname e negli anni cinquanta furono costruite alcune strade e una pista di atterraggio. Nel 1959 fu ridotta l'area della riserva, e alcune terre passarono alla confinante riserva forestale di Sibun. Nel 1978 fu proibita la caccia nella riserva, in nome del suo ruolo fondamentale per la tutela dell'ambiente.

## Popolazione
L'area è scarsamente popolata. La maggiore concentrazione di abitanti (circa 200 persone) si trova nella stazione forestale di D'Silva, il quartier generale amministrativo della Divisione occidentale del servizio per la silvicoltura. A Barton Creek è presente una comunità di mennoniti dal 1958 circa, quando arrivarono per la prima volta in Belize. A San Luis, vi era un ex insediamento di boscaioli oggi abbandonato.

## Fauna

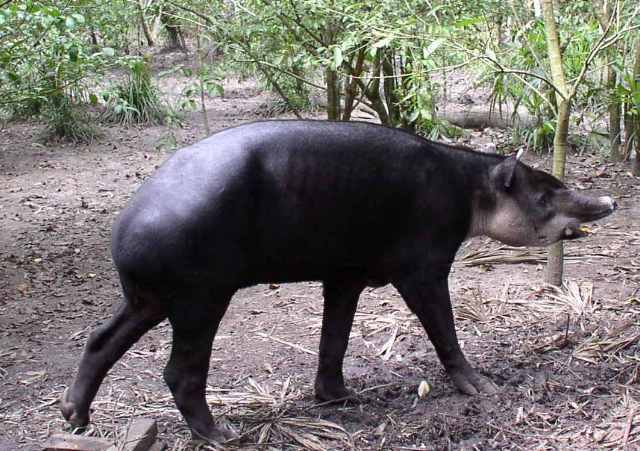
Tapirus bairdii

Nella riserva vivono numerosi mammiferi di grandi dimensioni quali puma, giaguari, ocelotti, nasua comuni e tapiri di Baird. Vi è inoltre una piccola colonia di coccodrilli di Morelet.

Tra le specie di uccelli che nidificano nella riserva ci sono l'usignolo testa fulva (Basileuterus rufifrons), il crociere comune (Loxia curvirostra), il lucherino dei pini (Spinus pinus), l'uccello azzurro orientale (Sialia sialis), il gufo dello Stige (Asio stygius), l'avvoltoio reale (Sarcoramphus papa), il tacchino ocellato (Meleagris ocellata), il picchio delle ghiande (Melanerpes formicivorus), il motmot capoblu (Momotus momota), il tucano carenato (Ramphastos sulfuratus ), l'amazzone fronte rossa (Amazona autumnalis) e il vireo plumbeo (Vireo plumbeus). Tra i visitatori invernali vi sono la piranga epatica (Piranga flava) e il passero cinguettante (Spizella passerina). Il falco pettoarancio (Falco deiroleucus) è diffuso nella riserva più che in qualsiasi altra parte del Belize.

Tra le altre specie di animali presenti vi sono le rane, in particolare Rana juliani e Eleutherodactylus sandersoni. Tra le specie di pesci vi è la Poecilia teresae. La foresta di pini è stata gravemente danneggiata dal coleottero meridionale dei pini (Dendroctonus frontalis); l'80% degli alberi mostra segni della sua deleteria presenza.

## Punti di interesse
A Barton Creek si trova una grotta che potrebbe raggiungere i 7,2 km di lunghezza, ma non è stata ancora del tutto esplorata. È possibile accedervi solo in barca. Durante le ricerche archeologiche, sulle cenge che sovrastano il fiume, è stato trovato un grande numero di reliquie maya e ciò suggerisce che il luogo era utilizzato a fini rituali. La grotta del Rio Frio, attraverso la quale scorre il fiume omonimo, ha l'ingresso più ampio di qualsiasi altra grotta del Belize. Lungo il corso del Rio On vi sono piccole cascate. Cascate di maggiori dimensioni sono invece le Big Rock Falls lungo il Privassion Creek o le Hidden Valley Falls. Da Baldy Beacon è possibile godere di una vista completa sulla riserva, perché il suo terreno poco fertile non permette a nessun tipo di vegetazione, se non alle erbacce, di crescere.